# Isturits
Isturits è un comune francese di 449 abitanti situato nel dipartimento dei Pirenei Atlantici nella regione della Nuova Aquitania.

## Società

### Evoluzione demografica

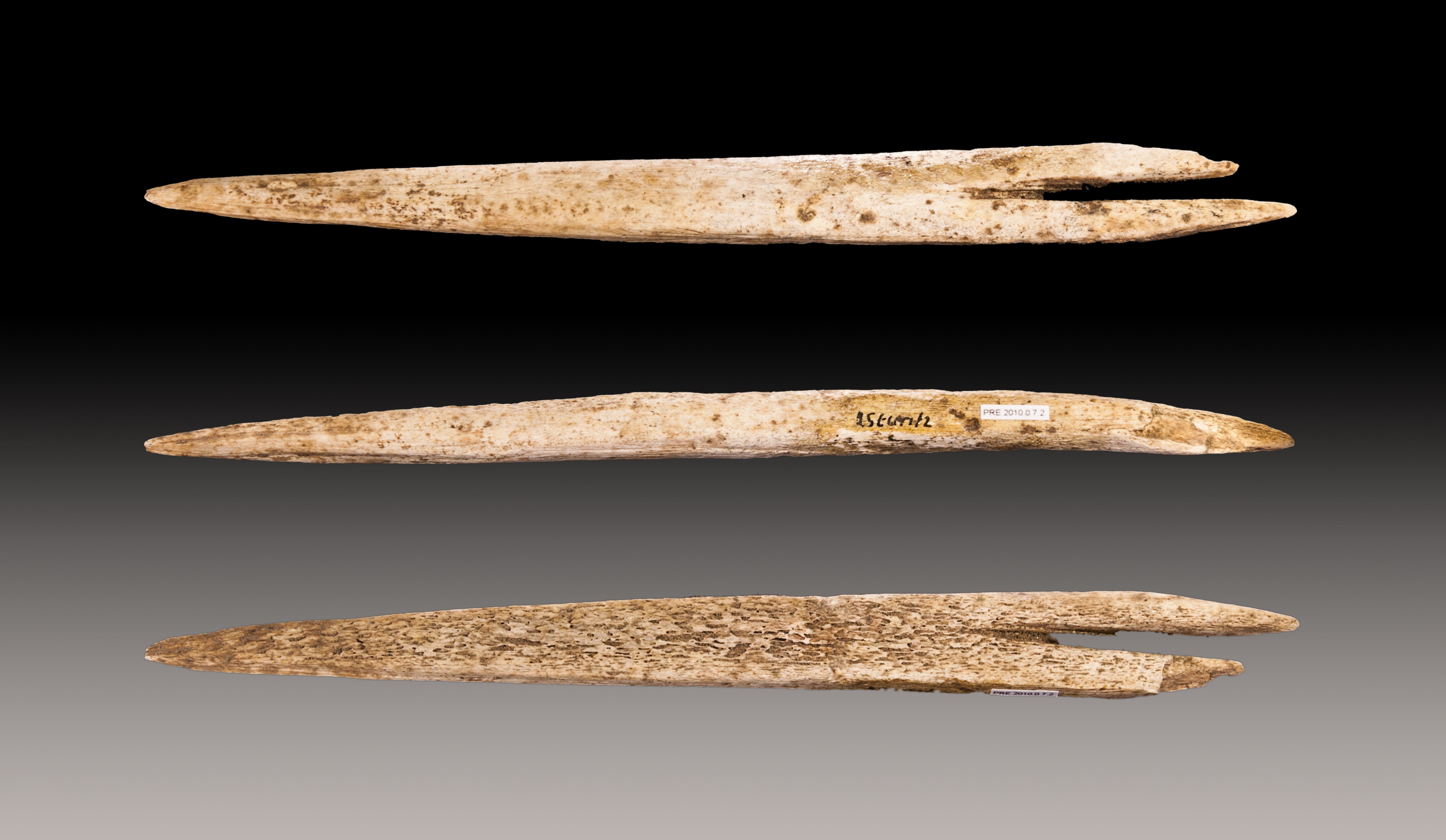
Isturits

Abitanti censiti